# Sagnes-et-Goudoulet
Sagnes-et-Goudoulet est une commune française, située dans le département de l'Ardèche en région Auvergne-Rhône-Alpes.

## Géographie

### Situation et description
La commune, à vocation essentiellement rurale, est située à 34 km de Coucouron, siège de la communauté de communes, 40 km de Vals-les-Bains, 52 km de Saint-Étienne-de-Lugdarès et 25 km du lac d'Issarlès.

### Communes limitrophes
Sagnes-et-Goudoulet est limitrophe de sept communes, toutes situées dans le département de l'Ardèche et réparties géographiquement de la manière suivante :

### Géologie et relief
Sagnes-et-Goudoulet est une des 145 communes du parc naturel régional des Monts d'Ardèche.

### Hydrographie et les eaux souterraines
Plusieurs cours d'eau traversent la commune dont :
- la Padelle, affluent de la Loire, prend sa source sur la commune. C'est le deuxième affluent d'importance de la Loire après l'Aigue Nègre ;
- le ruisseau de Pereyres, du Temple, de Pra d'Arnaud, de Pélissier, de Pas de Fer, de l'Ufernet.

### Climat
Pour des articles plus généraux, voir Climat d'Auvergne-Rhône-Alpes et Climat de l'Ardèche.
En 2010, le climat de la commune est de type climat de montagne, selon une étude du CNRS s'appuyant sur une série de données couvrant la période 1971-2000. En 2020, Météo-France publie une typologie des climats de la France métropolitaine dans laquelle la commune est exposée à un climat de montagne ou de marges de montagne et est dans la région climatique Sud-est du Massif Central, caractérisée par une pluviométrie annuelle de 1 000 à 1 500 mm, minimale en été, maximale en automne.
Pour la période 1971-2000, la température annuelle moyenne est de 6,7 °C, avec une amplitude thermique annuelle de 15,8 °C. Le cumul annuel moyen de précipitations est de 1 476 mm, avec 11 jours de précipitations en janvier et 6,3 jours en juillet. Pour la période 1991-2020, la température moyenne annuelle observée sur la station météorologique de Météo-France la plus proche, « Cros Géorand », sur la commune de Cros-de-Géorand à 8 km à vol d'oiseau, est de 8,0 °C et le cumul annuel moyen de précipitations est de 1 410,4 mm,. Pour l'avenir, les paramètres climatiques de la commune estimés pour 2050 selon différents scénarios d'émission de gaz à effet de serre sont consultables sur un site dédié publié par Météo-France en novembre 2022.

### Voies de communications et transports

#### Voies routières
La RD122 permet de rejoindre les communes du Béage et Sainte-Eulalie.
La RD289 permet de rejoindre Burzet.

## Urbanisme
Commune couverte par le Règlement national d'urbanisme.

### Typologie
Au 1er janvier 2024, Sagnes-et-Goudoulet est catégorisée commune rurale à habitat très dispersé, selon la nouvelle grille communale de densité à 7 niveaux définie par l'Insee en 2022.
Elle est située hors unité urbaine et hors attraction des villes,.

### Occupation des sols
L'occupation des sols de la commune, telle qu'elle ressort de la base de données européenne d’occupation biophysique des sols Corine Land Cover (CLC), est marquée par l'importance des forêts et milieux semi-naturels (68,9 % en 2018), en diminution par rapport à 1990 (70,2 %). La répartition détaillée en 2018 est la suivante : milieux à végétation arbustive et/ou herbacée (40,9 %), prairies (29,3 %), forêts (28,1 %), zones agricoles hétérogènes (1,8 %).
L'évolution de l’occupation des sols de la commune et de ses infrastructures peut être observée sur les différentes représentations cartographiques du territoire : la carte de Cassini (XVIIIe siècle), la carte d'état-major (1820-1866) et les cartes ou photos aériennes de l'IGN pour la période actuelle (1950 à aujourd'hui).

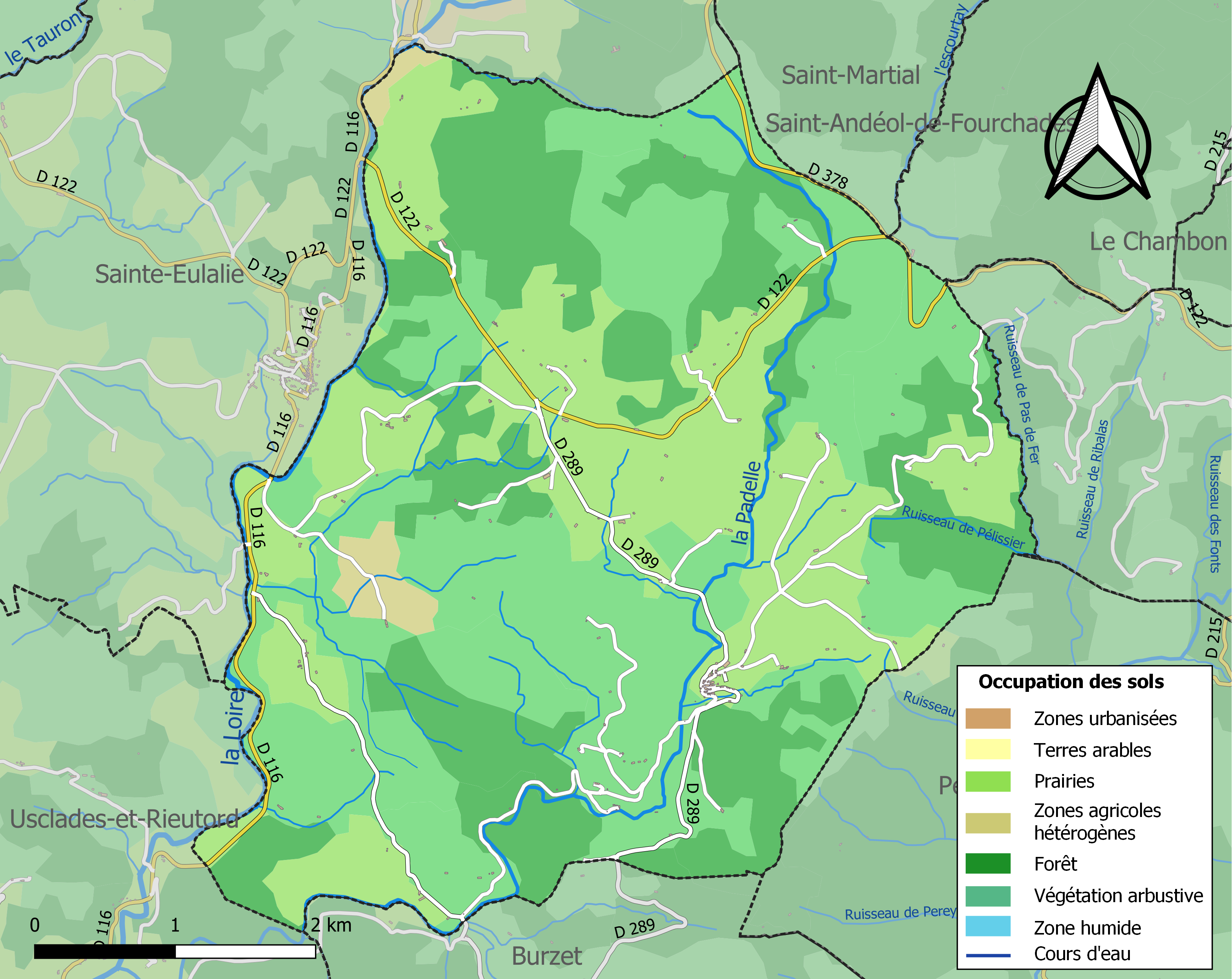
Carte des infrastructures et de l'occupation des sols de la commune en 2018 (CLC).

### Risques naturels

#### Risques sismiques
L'ensemble du territoire de la commune de Sagnes-et-Goudoulet est est situé dans la zone de sismicité no 2 (sur une échelle de 5), comme la plupart des communes situées sur le plateau et la montagne ardéchoise.
| Type de zone | Niveau           | Définitions (bâtiment à risque normal) |
| ------------ | ---------------- | -------------------------------------- |
| Zone 2       | Sismicité faible | accélération = 1,1 m/s2                |

## Toponymie
De l'occitan sanha lui-même du gaulois sagna qui signifie "terre marécageuse, marais, tourbière".

## Histoire
Les Sagnes a été un prieuré fondé par l'abbaye de la Chaise-Dieu au XIIIe siècle sous le vocable Saint-Robert.
Le Goudoulet a été la paroisse de Sainte-Eulalie et dépendait de la famille Ithier, seigneurs de Géorand. Le mandement de Goudoulet est passé à l'abbaye cistercienne d'Aiguebelle à la suite de plusieurs dons faits par les seigneurs de Burzet et de Géorand. Il y a eu des frictions entre les deux abbayes au sujet du partage des dîmes. On peut lire dans les chartes de l'abbaye Notre-Dame d'Aiguebelle que des représentants des deux abbayes se sont rencontrés en 1320 pour définir la répartition entre elles des dîmes et des prémices du territoire de Sagnes sur le domaine de Goudoulet. Le 14 juin 1320, en présence de l'abbé de la Chaise-Dieu, Jean Chandorat (1318-1342), il est décidé que le recteur de Sagnes soit recevoir le tiers et l'abbé d'Aiguebelle, Guillaume III Giraud, en tant que recteur de Goudoulet, les deux tiers. Le domaine de Goudoulet est resté une propriété de l'abbaye d'Aiguebelle jusqu'à la Révolution.
Sur le territoire de la commune se trouve Dizonenche qui a été une grange-herboristerie de la chartreuse de Bonnefoy.
La commune de Sagnes-et-Goudoulet est le résultat de la réunion en 1790 des deux communautés des Sagnes et de Goudoulet.

## Politique et administration

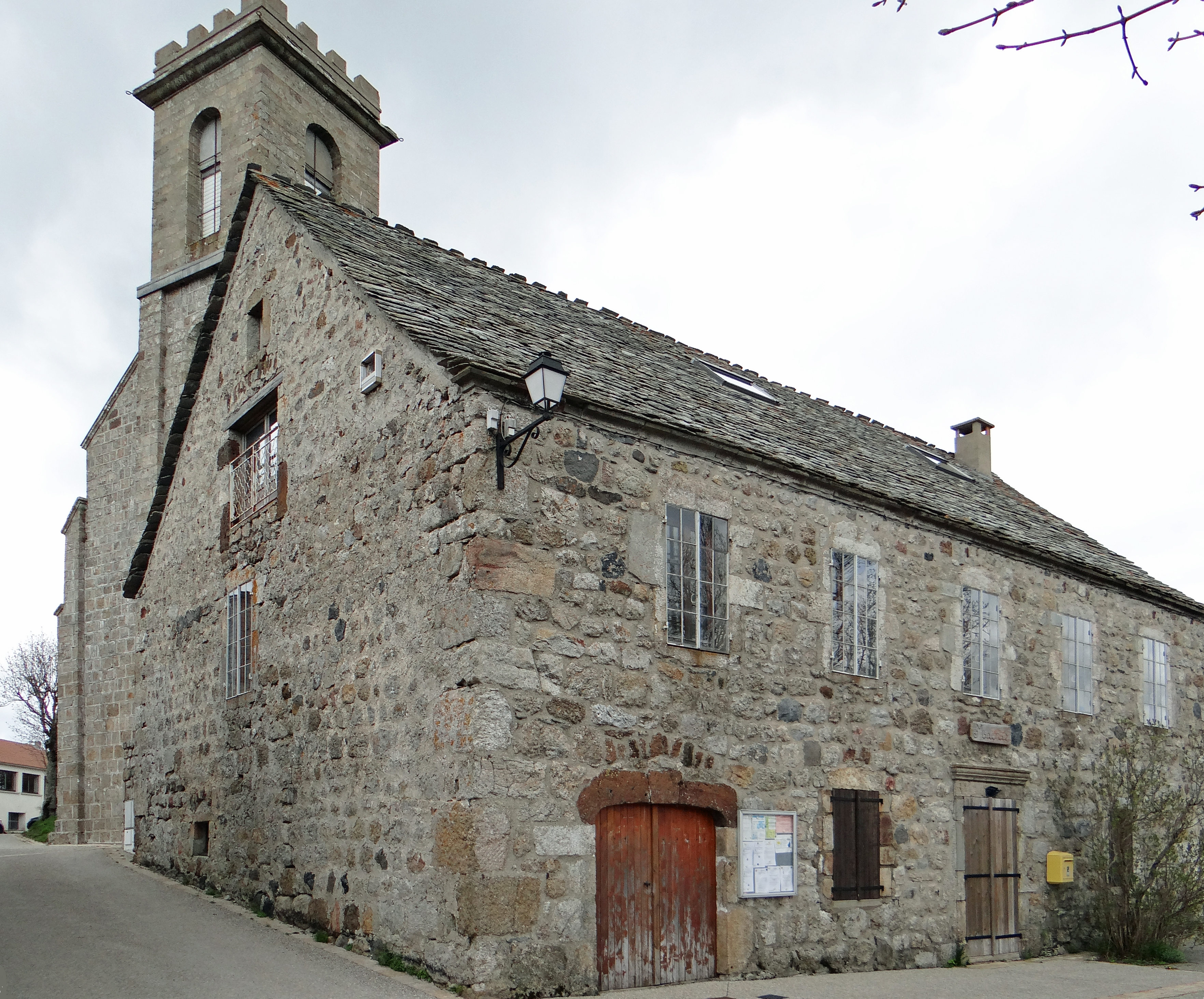
La mairie et le clocher de l'église.

### Liste des maires
| Période                                  | Période                   | Identité          | Étiquette | Qualité |
| ---------------------------------------- | ------------------------- | ----------------- | --------- | ------- |
| Les données manquantes sont à compléter. |                           |                   |           |         |
| 1981                                     | 1989                      | Gaston Roux       |           |         |
| 1989                                     | 2020                      | Christian Lévêque |           |         |
| mai 2020                                 | En cours (au 2 juin 2020) | Isabelle Lévêque  |           |         |

### Budget et fiscalité 2019
En 2019, le budget de la commune était constitué ainsi :
- total des produits de fonctionnement : 203 000 €, soit 1 690 € par habitant ;
- total des charges de fonctionnement : 170 000 €, soit 1 413 € par habitant ;
- total des ressources d'investissement : 42 000 €, soit 353 € par habitant ;
- total des emplois d'investissement : 34 000 €, soit 286 € par habitant ;
- endettement : 14 000 €, soit 1 171 € par habitant.

Avec les taux de fiscalité suivants :
- taxe d'habitation : 6,65 % ;
- taxe foncière sur les propriétés bâties : 11,80 % ;
- taxe foncière sur les propriétés non bâties : 43,51 % ;
- taxe additionnelle à la taxe foncière sur les propriétés non bâties : 0,00 % ;
- cotisation foncière des entreprises : 0,00 %.

Chiffres clés Revenus et pauvreté des ménages en 2018 : médiane en 2018 du revenu disponible, par unité de consommation.

## Population et société

### Démographie
L'évolution du nombre d'habitants est connue à travers les recensements de la population effectués dans la commune depuis 1793. Pour les communes de moins de 10 000 habitants, une enquête de recensement portant sur toute la population est réalisée tous les cinq ans, les populations de référence des années intermédiaires étant quant à elles estimées par interpolation ou extrapolation. Pour la commune, le premier recensement exhaustif entrant dans le cadre du nouveau dispositif a été réalisé en 2005.

En 2022, la commune comptait 119 habitants, en évolution de −0,83 % par rapport à 2016 (Ardèche : +2,48 %, France hors Mayotte : +2,11 %).
| 1793 | 1800 | 1806 | 1821  | 1831 | 1836  | 1841 | 1846 | 1851 |
| ---- | ---- | ---- | ----- | ---- | ----- | ---- | ---- | ---- |
| 370  | 880  | 993  | 1 059 | 947  | 1 017 | 896  | 885  | 891  |

| 1856 | 1861 | 1866 | 1872 | 1876 | 1881 | 1886 | 1891 | 1896 |
| ---- | ---- | ---- | ---- | ---- | ---- | ---- | ---- | ---- |
| 889  | 861  | 854  | 850  | 828  | 918  | 852  | 819  | 747  |

| 1901 | 1906 | 1911 | 1921 | 1926 | 1931 | 1936 | 1946 | 1954 |
| ---- | ---- | ---- | ---- | ---- | ---- | ---- | ---- | ---- |
| 787  | 751  | 722  | 606  | 597  | 561  | 513  | 492  | 411  |

| 1962 | 1968 | 1975 | 1982 | 1990 | 1999 | 2005 | 2006 | 2010 |
| ---- | ---- | ---- | ---- | ---- | ---- | ---- | ---- | ---- |
| 369  | 322  | 198  | 182  | 146  | 131  | 138  | 137  | 130  |

| 2015 | 2020 | 2022 | - | - | - | - | - | - |
| ---- | ---- | ---- | - | - | - | - | - | - |
| 122  | 116  | 119  | - | - | - | - | - | - |

### Enseignement
La commune est rattachée à l'académie de Grenoble.

### Médias
Deux organes de presse écrite sont distribués dans la commune.
- L'Hebdo de l'Ardèche, hebdomadaire français basé à Valence et diffusé à Privas depuis 1999. Il couvre l'actualité pour tout le département de l'Ardèche.
- Le Dauphiné libéré, quotidien de la presse écrite française régionale, distribué dans la plupart des départements de l'ancienne région Rhône-Alpes, notamment l'Ardèche. La commune est située dans la zone d'édition du centre-Ardèche (Privas).

### Cultes
La communauté catholique et les églises de Sagnes et Goudoulet (propriété de la commune) sont rattachées à la paroisse Notre-Dame de la Montagne, elle-même rattachée au diocèse de Viviers.

## Économie

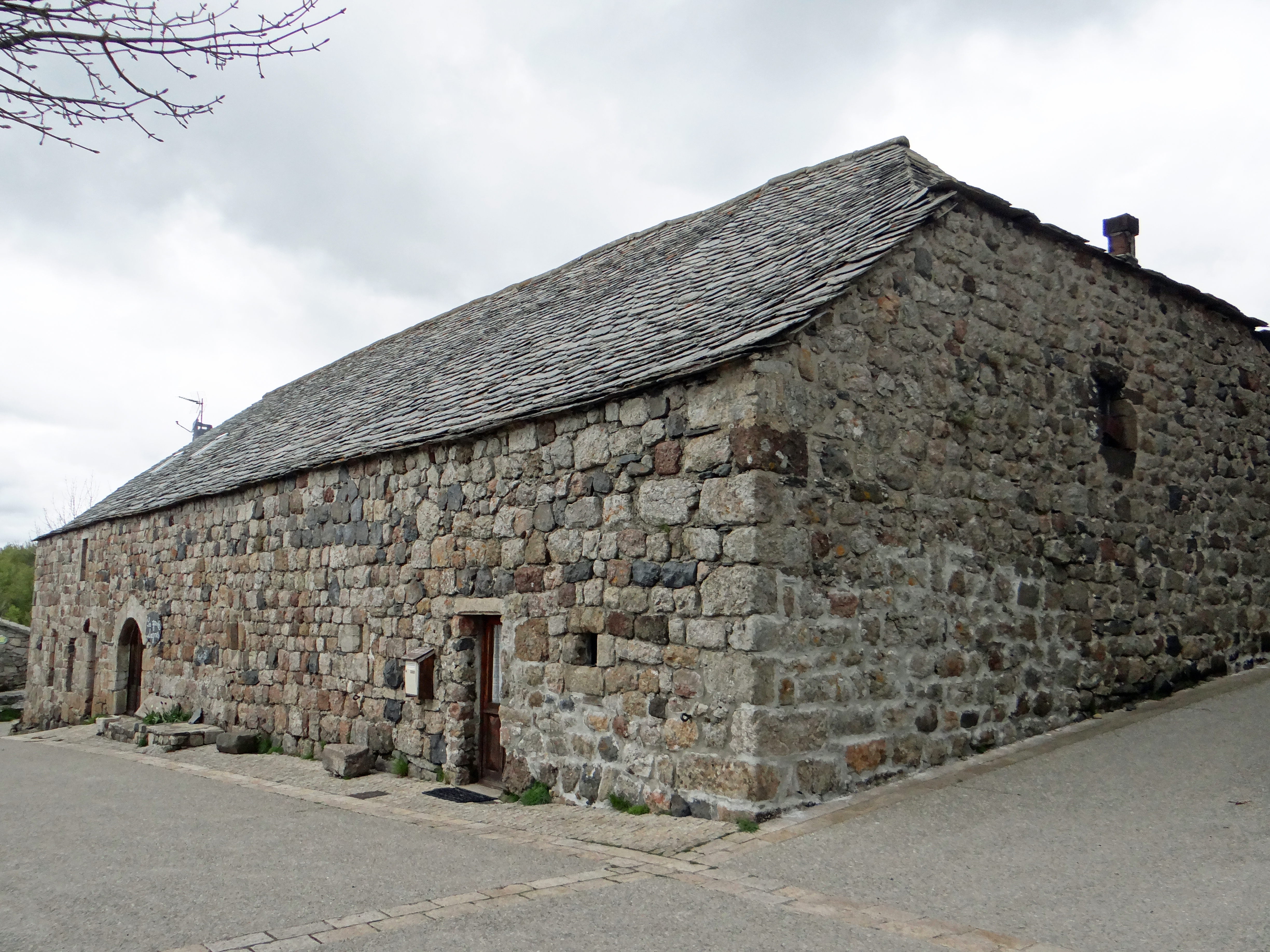
Ferme-auberge de Sagnes-et-Goudoulet Les Grands Sagnes.

### Entreprises et commerces

#### Agriculture
- Ferme dite Peyronnet, située au lieu-dit Peyronnet, inscrite sur l'Inventaire supplémentaire des monuments historiques le 7 octobre 1985[26].
- Ferme de la Grangeasse (XVIIe siècle), inscrite sur l'Inventaire supplémentaire des monuments historiques le 22 septembre 1987[27].
- Ferme de la petite Grangeasse (XVIIIe siècle), inscrite sur l'Inventaire supplémentaire des monuments historiques le  22 septembre 1987[28].
- Ferme Dizonanche, classée au titre des monuments historiques depuis 2019[29].

#### Tourisme
- Ferme-auberge Les Grands Sagnes (XVe et XVIe siècles), à côté de la mairie, classée monument historique le 18 février 1986[30].
- Bistrot de pays "chez Lévêque"[31].

#### Commerces
- Commerces locaux et services de proximité dans les communes environnantes.

## Culture locale et patrimoine

### Lieux et monuments

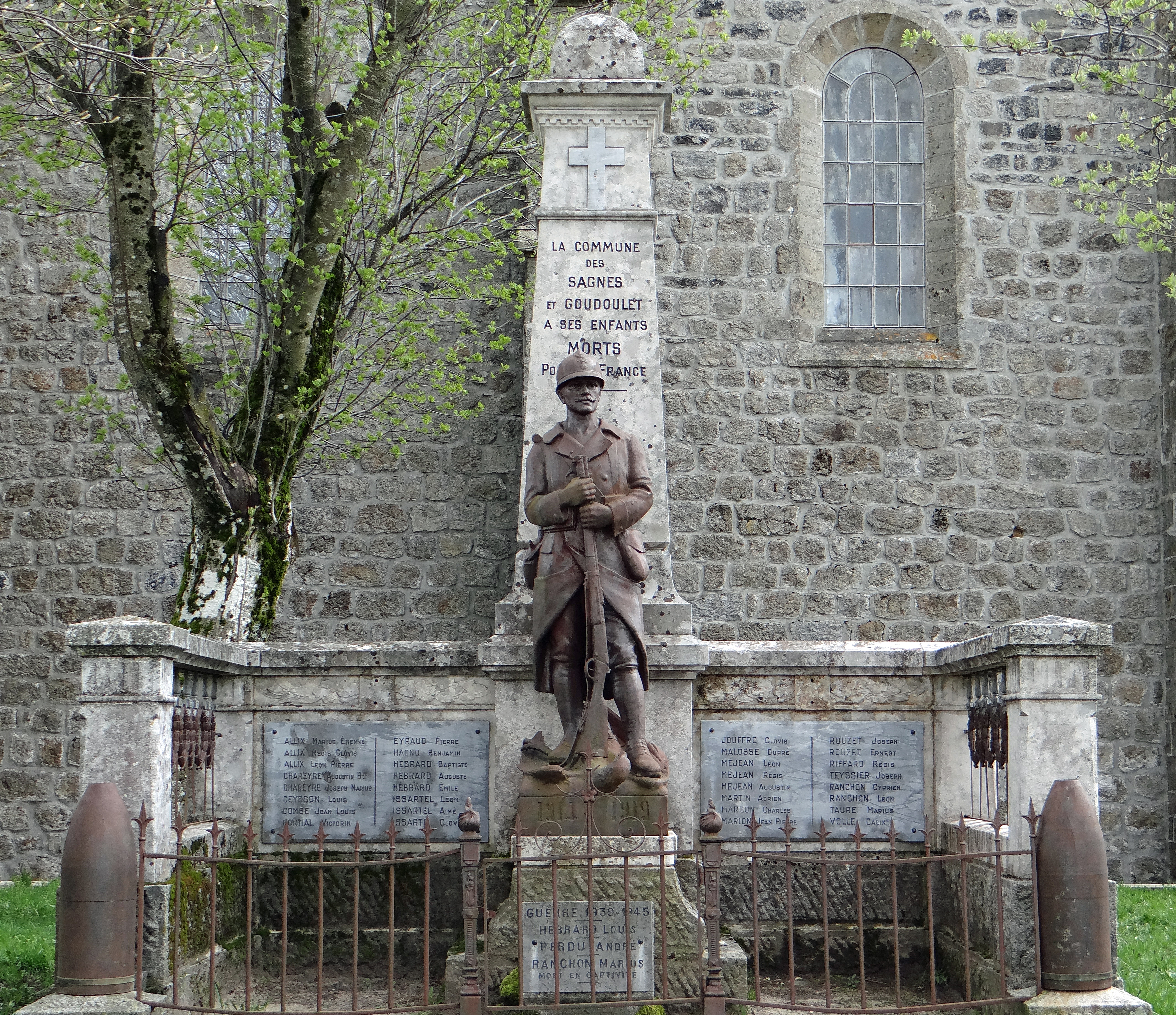
Monument aux morts.

- Église Saint-Robert-et-Sainte-Marguerite.

L'abbaye de la Chaise-Dieu a fondé un prieuré au lieu-dit les Sagnes au XIIIe siècle.
Le 20 août 1933 le clocher de l'église a été incendié par la foudre. Le clocher est réparé et l'église restaurée en 1934.
- salle polyvalente, ancien presbytère.
- Monument aux morts de Sagnes-et-Goudoulet, édifié en 1926 sous la municipalité du maire H. Malosse, et béni le 8 juillet 1926 par l'évêque de Viviers Mgr Hurault[32].

### Personnalités liées à la commune
- L'évêque de Viviers Mgr Hurault.

### Héraldique
|  | Sagnes-et-Goudoulet possède des armoiries dont l'origine et le blasonnement exact ne sont pas disponibles. |